# Американская экспедиция на К2 (1953)
Америка́нская экспеди́ция на К2 1953 года (англ. 1953 American Karakoram expedition) — американская экспедиция на вершину Чогори под руководством доктора Чарльза Хьюстона, состоявшаяся летом 1953 года и ставившая своей целью первое восхождение на второй по высоте восьмитысячник планеты. Это была пятая по счёту попытка восхождения на К2 и третья со стороны американских альпинистов, которые ранее разведали оптимальный путь подъёма на вершину, но в силу обстоятельств объективного и субъективного характера ни одна из них не завершилась успехом: первая экспедиция Хьюстона 1938 года была вынуждена отступить из-за недостатка времени, а вторая — Фрица Висснера 1939 года — из-за организационных проблем.
Третья американская экспедиция вылетела из Нью-Йорка в Карачи 25 мая 1953 года и после почти месячного перехода к Базовому лагерю у подножия К2 начала свою работу на горе. За чуть менее чем полтора месяца осады ребра Абруццкого (ребра Абруцци) — гребня, названного американцами ещё в 1938 году в честь его первопроходца Луиджи Амедео (герцога Абруццкого), — были организованы восемь промежуточных лагерей. В последнем из них (на высоте 7770 м) 2 августа собрались все участники экспедиции, готовясь к финальному рывку, для осуществления которого были нужны, по оценке руководителя, всего три дня хорошей погоды. Однако в ночь на 3 августа на гору обрушился шторм, который не утихал последующие две недели. На пятые сутки пережидания непогоды неожиданно тяжело заболел один из сильнейших участников экспедиции Арт Гилки, которому требовалась немедленная эвакуация вниз, но альпинисты смогли её начать лишь 10 августа. Вечером того же дня Арт Гилки погиб в результате схода снежной лавины, но, даже не имея «на руках» больного, все альпинисты смогли спуститься в Базовый лагерь только 15 августа, претерпев всевозможные испытания.
Хотя экспедиция не достигла своей главной цели, в альпинистских кругах на десятилетия вперёд она стала эталоном альпинистской взаимовыручки и, по словам Райнхольда Месснера, «самой потрясающей неудачей, которую только можно себе представить», а по мнению историка Джима Каррана — «… олицетворением всего лучшего, что есть в альпинизме…». Семеро выживших участников остались близкими друзьями на всю жизнь и образовали, как его назвал Хьюстон, «Братство верёвки». За самоотверженную попытку спасения своего товарища все участники команды в 1981 году были награждены вновь учреждённой высшей наградой Американского альпклуба — медалью Дэвида Соулса, вручаемой альпинистам, спасшим в горах людей с риском для собственной жизни, хотя как позже настаивал Хьюстон, «ничего героического в этом не было. Это была всего лишь работа, которую нужно было сделать».

## Предыстория
По словам Джима Виквайра — первого американца, поднявшегося на К2, — эта гора имеет репутацию «Горы всех гор» (англ. ultimate mountain) — самого сложного и опасного из всех четырнадцати восьмитысячников планеты, несмотря на то, что по высоте она ниже Эвереста.
Своё техническое название К2 (К — Каракорум) гора получила после того, как была обнаружена в 1856 году британским офицером Томасом Монтгомери. На протяжении последующих почти пяти десятилетий исследованием окрестностей К2 занимались Генри Годвин-Остен (1861), Фрэнсис Янгхазбенд (1887 и 1889) и Мартин Конвей (1892). В экспедицию последнего входил британский альпинист Оскар Эккенштейн, который и предпринял первую попытку подъёма на вершину в 1902 году, хотя, по мнению историка Ричарда Сейла, «с трудом можно рассматривать экспедицию Эккенштейна/Кроули как реальное <> покушение на К2, учитывая число её участников, их снаряжение и уровень понимания масштабов задачи». Это же, по его словам, относится и ко второй попытке, предпринятой в 1909 году Луиджи Амедео (герцогом Абруццким).
Экспедиция Эккенштейна в качестве основного варианта подъёма выбрала путь по протяжённому северо-восточному гребню, ведущему к вершине с перевала Скьянг-Ла («пограничное седло»), однако в ходе восхождения этот вариант был признан ошибочным — по достижении высоты порядка 6600 метров участники его команды австрийцы Генрих Пфанль (англ. H. Pfannl) и Виктор Уэссли (англ. V.Wesseley), а также швейцарец Жак Гиллярмо сочли его непроходимым. Это была вторая в истории попытка восхождения на восьмитысячник и первая, обошедшаяся без жертв.
Попытка герцога Абруццкого оказалась столь же безуспешной, но более системный подход к разведке горы позволил его команде «нащупать» верный вариант для штурма. В команду герцога помимо семерых горных проводников входили геодезист Федерико Негротто Камбьязо, врач Филиппо Де Филиппи и фотограф с мировым именем Витторио Селла. Герцог исследовал восточный и западный склоны вершины и в качестве единственного приемлемого варианта определил юго-восточный гребень, выводящий к «краю огромного снежного плеча горы», достижение которого, по мнению лидера экспедиции, уже стало бы большим успехом. Однако в ходе работы на ребре горные проводники Абруццкого сумели осознать масштаб задуманного по сравнению с альпийскими вершинами: вместо относительно простого для подъёма гребня «они [неожиданно] оказались на узком гребне разрушенных скал, не дававшем надёжной опоры ни для ног, ни для рук», а каменные плиты, на расстоянии из-за оптических иллюзий выглядевшие пологими, оказывались почти вертикальными. По достижении высоты порядка 6000 метров они отказались от продолжения подъёма — стала очевидной невозможность обеспечить безопасность маршрута для высотных носильщиков, а идея восхождения в альпийском стиле «не выглядела здравой». Герцог внял доводам своих компаньонов и свернул экспедицию.

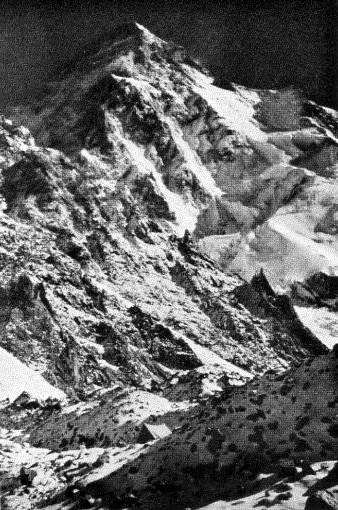
К2 из Базового лагеря экспедиции 1938 года

В 1938 году состоялась первая американская экспедиция на К2. Её возглавил 25-летний хирург Чарльз Хьюстон, хорошо зарекомендовавший себя во время блестящей по результатам экспедиции на Нанда-Деви. После проведения целого ряда разведывательных выходов единственным приемлемым путём к вершине Хьюстоном был определён маршрут по Юго-восточному гребню, или, как его назвали американцы, «ребру Абруццкого» — по имени первопроходца. После почти трёх недель «осады» ребра, преодолев все ключевые участки маршрута, некоторые из которых получили собственные имена, такие как «жандарм Петцольдта» и «камин Хауса», а также «Чёрную пирамиду», американцы достигли отметки в почти 8000 метров (7925 м) и открыли путь к вершине другим экспедициям, следующая из которых стартовала годом позже.
Американская экспедиция Висснера 1939 года также не смогла добиться успеха, хотя и шла по уже проторённому пути. Одной из главных причин её неудачи и трагического исхода специалисты называют подход Висснера к набору команды: в её состав вместо десяти, как первоначально планировалось, вошло всего пятеро альпинистов (Оливер Кромвель, Джек Дарранс, Чаппелл Кранмер, Джордж Шелдон и Дадли Вульф), критерием отбора которых стала готовность финансировать экспедицию, но не их профессиональные качества. Всё это привело к тому, что на месте Висснеру — самому опытному и физически самому сильному альпинисту в группе, — пришлось и выполнять роль лидера на восхождении, и заниматься обеспечением всей высотной логистики, а когда он полностью «переключился» на восхождение, это привело к проблемам в снабжении и поддержке высотных лагерей и, как следствие, к гибели обессилевшего Дадли Вульфа и трёх шерпов, отправившихся его спасать.

## Подготовка
После неудачи Висснера американцы не отказались от дальнейших попыток восхождения на К2. Хьюстон был полон решимости доказать, что на гору не только можно подняться, но и сделать это «с должным вниманием к безопасности, чем пренебрёг Висснер». Так, сразу после окончания Второй мировой войны Роберт Бейтс и Уильям «Билл» Хаус — оба участники экспедиции 1938 года, вынашивавшие вместе с Хьюстоном идею очередной попытки подъёма, — обратились к послу в Индии для получения разрешения на восхождение в 1947 году, но получили отказ. Затем последовал раздел Британской Индии, в результате чего К2 оказалась на подконтрольной вновь образованному государству Пакистан территории. Только в 1951 году Чарльз Хьюстон, воспользовавшись своими связями в дипломатических кругах (через своего давнего друга Авру Уоррена, ставшего американским послом в Карачи), смог добиться необходимого разрешения на лето 1953 года.

### Команда

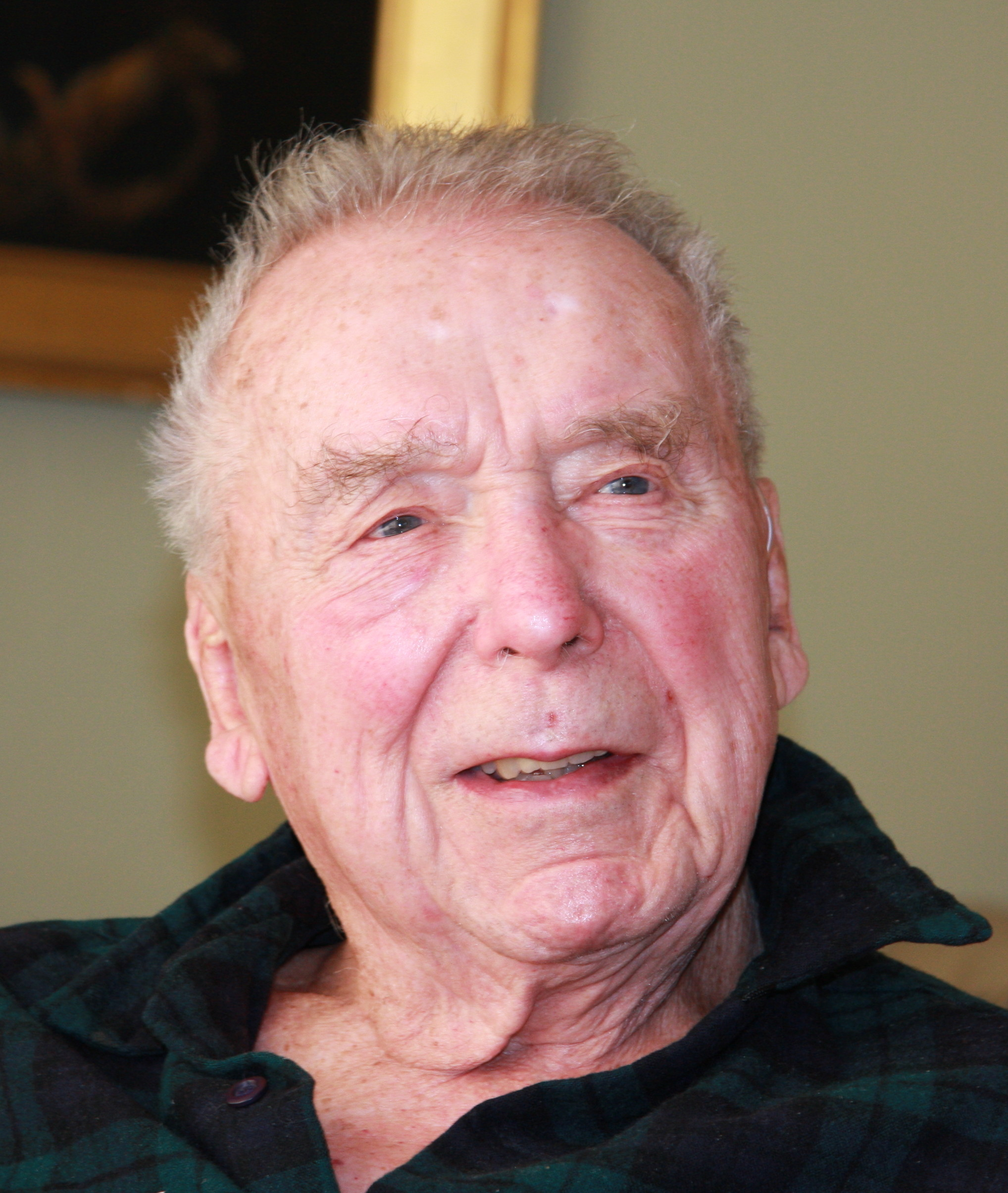
Руководитель экспедиции Чарльз Хьюстон (2008)

По словам Бейтса, основным критерием отбора в альпинистский состав экспедиции было умение работать в команде: «Она должна <была> действовать слаженно, в ней не было места ярким звёздам, которые думают лишь о собственных достижениях». Высотный опыт в расчёт не брался. Вторым критерием отбора был обозначен опыт пребывания в продолжительных экспедициях, поскольку именно они дают представление о личности участника и его умении в течение долгого времени переносить все связанные с этим тяготы и лишения, и только третьим по важности фактором стала именно техническая подготовка: «K2 не гора для специалистов». Первоначально в команду планировалось набрать шестерых человек, позднее её состав был доведён до восьми участников. Решение было продиктовано тем, что экспедиция не могла нанять шерпов (в Северном Кашмире были сильны антииндийские настроения), а для доставки грузов и снабжения высокогорных лагерей могла воспользоваться исключительно услугами местных хунза, способности которых для работы в высокогорье, как считалось, оставляли желать лучшего. Помимо этого, опыт предыдущих экспедиций показал, что на ребре Абруццкого практически нет мест, где бы смогла разместиться более многочисленная команда.
Помимо Хьюстона и Бейтса — ветеранов 1938 года, в состав команды в итоге вошли:
- Джордж Белл[англ.] — 27-летний физик из Корнеллского университета, получивший известность своими восхождениями в Перуанских Андах;
- Роберт Крейг (англ. Robert W. Craig) — 29-летний философ и инструктор по лыжной подготовке из Аспена, известный своими восхождениями в Британской Колумбии;
- Пит Шёнинг — 26-летний химик-технолог из Вашингтона, отметившийся восхождениями на Аляске;
- Арт Гилки — 26-летний геолог из Колорадо, проведший блестящие научные исследования на Ледниковом поле Джуно;
- Ди Моленар[англ.] — 34-летний геолог и художник, а также горный гид парка Маунт-Рейнир, получивший признание благодаря «работе» на Аляске.

Восьмым членом команды стал британец Тони Стритер из Глостерширского полка, который формально являлся офицером связи (ответственным за транспорт), но на его счету было успешное восхождение на семитысячник Тирич-Мир (в 1951 году), и он хорошо вписался в команду и работал наравне со всеми. В качестве представителя Пакистана экспедицию сопровождал военный врач полковник Мухаммед Ата-Уллах (англ. Mohammad Ata-Ullah). Из числа ветеранов 1938 года в команду не попали Билл Хаус (он отказался из-за проблем на работе), Ричард «Дик» Бердселл (Richard Burdsall, погиб на Аконкагуа несколькими месяцами ранее) и Пол Петцольдт, которому отказал сам лидер группы.

### Снаряжение и питание

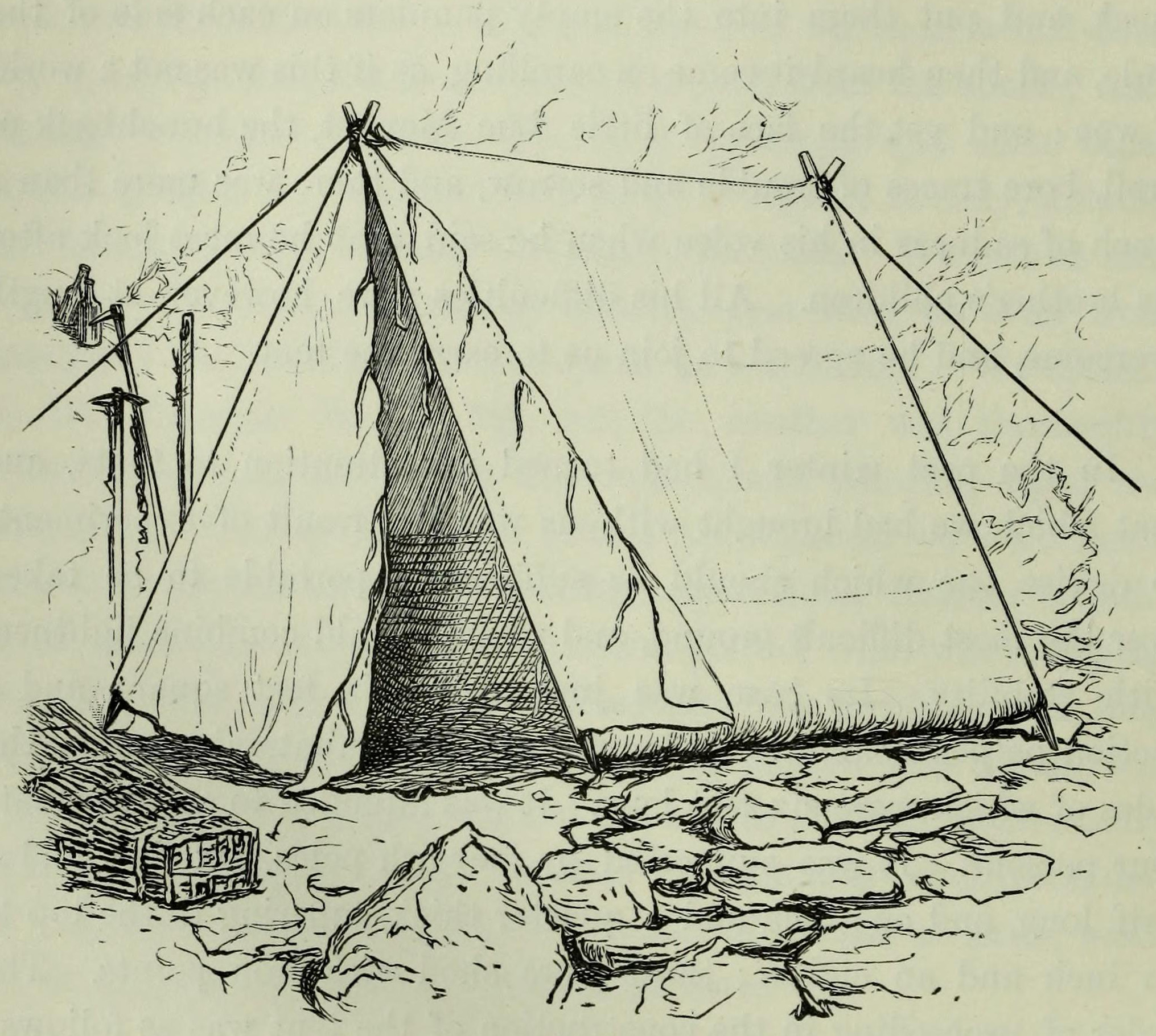
Двухскатная палатка Уимпера. Оригинальный набросок автора конструкции

Экспедиционное снаряжение было самым современным на тот момент, в целом по составу и назначению схожим с использующимся в экспедициях подобного масштаба. Для организации Базового лагеря и Лагеря I использовались шестиугольные «штатные» армейские палатки, которые зарекомендовали себя очень хорошо. На восхождении использовались палатки конструкции Уимпера (в том числе, из похода 1938 года), а также несколько экспериментальных. Кислородным оборудованием снабжались только промежуточные лагеря исключительно для медицинских целей: кислородные баллоны и дыхательные аппараты были дорогими, громоздкими и считались ненадёжными, и поэтому ставка на их использование на восхождении представляла серьёзную потенциальную опасность для не до конца акклиматизированных альпинистов. У команды также были военные радиостанции Raytheon AN PRC-6, — потребность в хорошей связи между группами была одним из уроков трагедии 1939 года. В Базовом лагере функционировал радиоприёмник Zenith, благодаря которому экспедиция получала сводки и прогнозы погоды, а также принимала новости из Азии, Европы, а иногда и из США. От мощного радиопередатчика для связи со Скарду отказались по целому ряду причин как объективного (вес, стоимость, политическая нестабильность региона), так и субъективного характера — Хьюстон изначально не собирался освещать ход экспедиции, хотя позже он отметил, что в будущем «от него можно получить гораздо большую пользу».

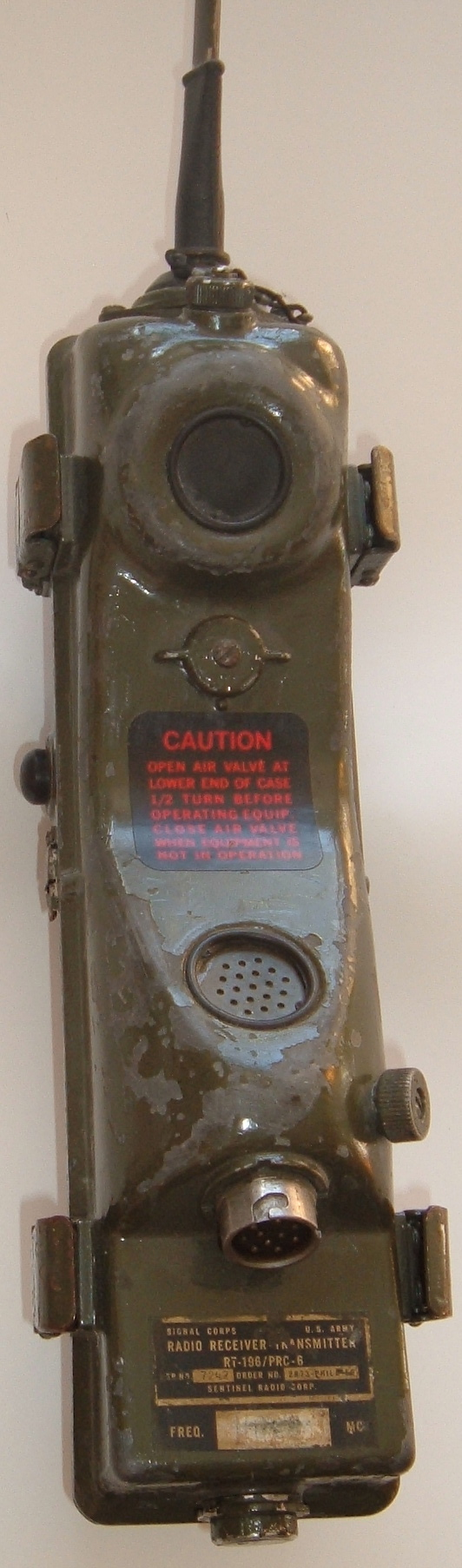
Raytheon AN PRC-6

В экспедиционный багаж также входили 300 метров страховочной верёвки, скальные и ледовые крючья (последние — конструкции Девида Бернейса (англ. David Bernays)), кошки, карабины и пр. Хунза-носильщики были обеспечены лишь небольшим палаточным лагерем и минимальным набором снаряжения для работы на относительно небольших высотах. Из личного снаряжения альпинистов Хьюстон особо отметил пуховики, сшитые по их собственным лекалам компанией Бауэра и ставшие, по его мнению, самым удачным элементом экипировки. В распоряжении каждого участника было несколько типов горных ботинок, но ни один из них не был признан идеальным. В стандартный набор личного снаряжения альпинистов, помимо технического арсенала, также входили ветровки, подстёжки, штаны с утеплителем из инсулейта (insulite) и многое другое.
По словам Бейтса, вопросам питания было уделено особое внимание. Для экономии топлива, уменьшения веса продуктов, а также для упрощения самой процедуры приготовления пищи на восхождении была сделана ставка на обезвоженные, но при этом максимально питательные пищевые ингредиенты. Основу рациона альпинистов составили сушёные овощи, обезвоженный картофель и рис, супы из специальных смесей, антарктический пеммикан и медовое печенье, шоколадные быстрорастворимые смеси, сушёные мясные батончики, несколько видов детского питания и пр. Для приготовления большинства «блюд» была нужна только горячая вода. Другим достоинством выбранной раскладки было то, что в критической ситуации большую часть высокогорного рациона можно было употреблять в холодном виде.
Суммарный вес экспедиционного снаряжения, которое было отправлено в Карачи грузовым судном, составил, по подсчётам Хьюстона, чуть более двух тонн (4500 фунтов); по оценке Сейла — в два раза больше.

### Финансы
Общие затраты на экспедицию составили 30 958 $, что в три раза превысило бюджет экспедиции 1938 года (9434 $). Около четверти суммы было вложено самими участниками, ещё четверть была взята в кредит, четверть предоставили NBC и The Saturday Evening Post в обмен на эксклюзивные права освещения итогов экспедиции и фильм о ней, оставшуюся долю составили добровольные пожертвования, большую часть которых внесли члены Американского альпклуба. Финансовыми вопросами экспедиции на первых порах занимался Дик Бердселл, а после его трагической гибели эту заботу взял на себя Билл Хаус. Почти половину бюджета составили транспортные расходы на путешествие до Скарду и обратно до Нью-Йорка — почти в четыре раза больше, чем в 1938 году. Также более чем в четыре раза выросли в цене услуги носильщиков, а расходы на их питание — почти в 10 раз.

## Ход экспедиции

### Подходы

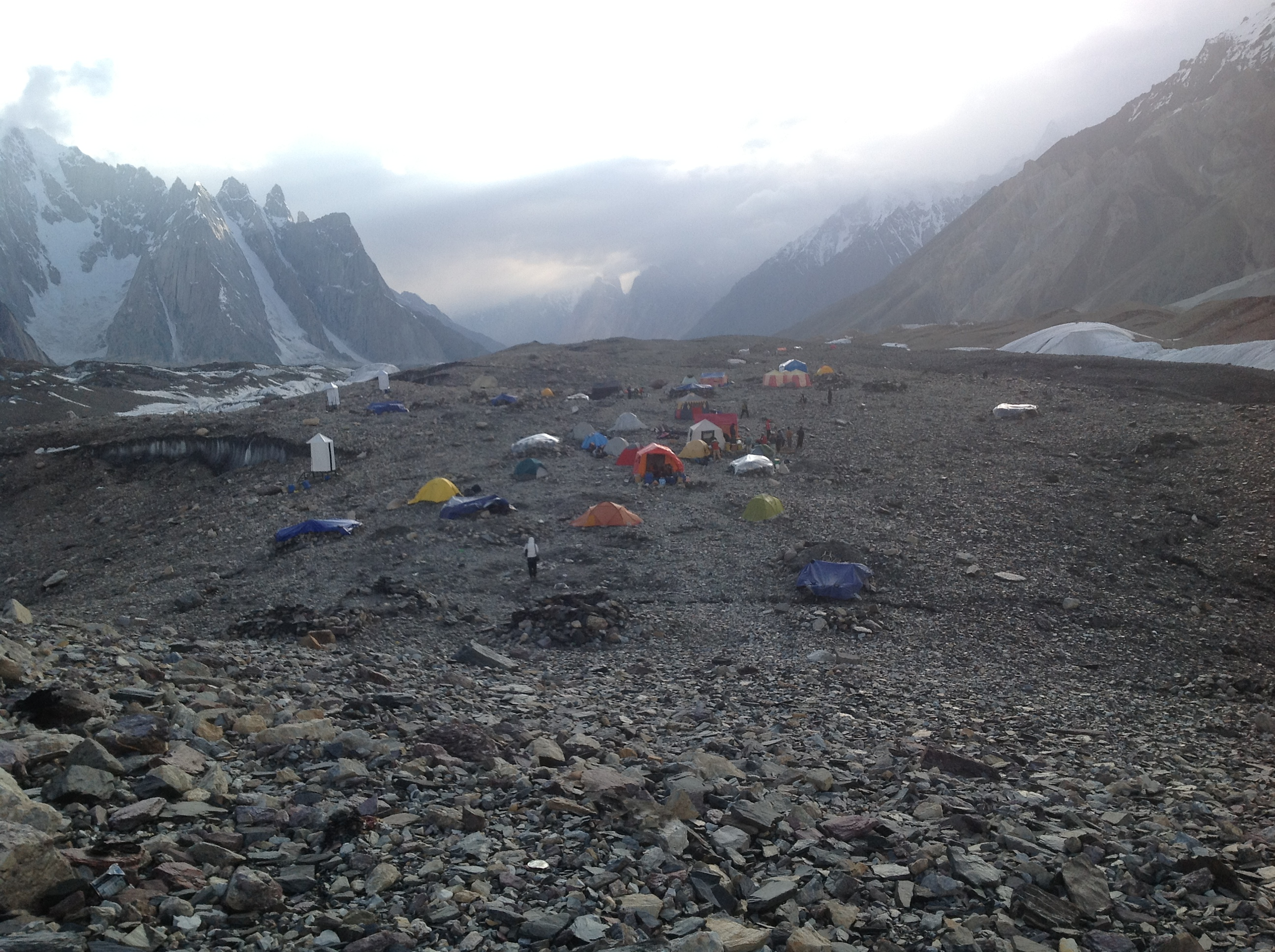
Конкордия — место расположения большинства Базовых лагерей экспедиций, планирующих восхождение на K2

Экспедиция Хьюстона вылетела из Нью-Йорка 25 мая и спустя трое суток (через Лондон — Франкфурт — Бейрут — Карачи) добралась до Равалпинди, где потратила несколько дней на последние приготовления и обязательные церемониальные мероприятия. 3 июня участники вылетели в Скарду, из которого через два дня с караваном носильщиков выступили в поход к К2, который прошёл без осложнений. Ещё по прибытии в Пакистан Хьюстон узнал об успехе британцев на Эвересте. 9 июня с одной из стоянок он написал отцу: «Я думаю, что в глубине души многие из нас немного разочарованы тем, что британцы взошли на Эверест раньше, чем мы на наш пик, но никто не высказал этого вслух, как и я сам. Я думаю, что это вообще не имеет значения: главное для нас сейчас — это хорошее и безопасное восхождение — если получится, конечно. У нас классная команда и большие устремления». Руководитель также отметил, что и альпинисты, и носильщики значительно сблизились во время перехода: «Это своего рода магия, которая завораживает людей, объединённых одной идеей, и особенно она проявляется в альпинизме. Наши носильщики здесь не только из-за денег, они также охвачены жаждой приключений». Сами альпинисты до начала экспедиции, по сути, даже не были знакомы между собой, за исключением нескольких «пар», типа Хьюстон-Бейтс и Моленар-Крейг. Последний также позже отмечал, что «по мере приближения к горе начала формироваться та магическая смесь, которая связывает людей вместе и которая, подобно цементу, делает дружбу нерушимой. Бессознательно и незаметно наша команда сплачивалась. Если бы этого не произошло, то, вероятно, большинство бы из нас не пережило тех трудностей, с которыми нам пришлось столкнуться».
19 июня 1953 года команда Хьюстона достигла Конкордии — морены на слиянии ледников Балторо и Годвин-Остен, где разбила Базовый лагерь (5060 м), на обустройство которого ушло несколько дней. Хьюстон решил (в отличие от Висснера) не делать акклиматизационных выходов — полагаясь на собственный опыт, он рассчитывал, что постоянная и постепенная работа на горе позволит альпинистам в достаточной мере акклиматизироваться. По его же планам, высотные носильщики должны были работать вплоть до Лагеря II — выше американцы намеревались действовать автономно, по факту же носильщики успешно проработали до третьего лагеря, после чего оставались в Базовом в качестве посыльных и группы поддержки под руководством Ата-Уллаха. Последний, как также планировалось изначально, должен был сопровождать экспедицию только до Базового лагеря, а затем вернуться в Скарду, но попросил остаться и до самого конца экспедиции проработал связистом, передавая «наверх» прогнозы погоды и новости из внешнего мира, а также принимал участие в организации высотной логистики.

### Работа на горе
Уже утром 20 июня Бейтс, Крейг и Гилки вышли на разведку ледопада ледника Годвин-Остен между Базовым лагерем и Лагерем I (~ 5400 м) у подножия ребра Абруццкого (который был организован в тот же день) и вернулись вскоре после полудня — оптимальный путь по леднику был найден. По плану Хьюстона, для беспрепятственного дальнейшего обеспечения высотных лагерей сюда необходимо было доставить не менее тонны экспедиционных припасов. Поскольку собственных сил для реализации задуманной высотной логистики не хватало, вместе с Чарли и его командой в качестве высотных носильщиков остались шестеро хунза. Лагерь II предполагалось установить там же, где и в 1938 году, — на небольшой седловине в гребне, найденной Полом Петцольдтом на высоте около 5880 м (19300 футов).
21—25 июня осуществлялась переноска грузов в Лагерь I. 28 июня Хьюстоном и Бейтсом со второй попытки был проложен и промаркирован путь к Лагерю II, где они нашли несколько смёрзшихся спальных мешков и палатку из экспедиции Висснера, которую впоследствии использовали для размещения своих высотных носильщиков. По словам Хьюстона, «Погода, казалось, улыбалась нам; гора, по ощущениям, приветствовала нас. Как мало мы знали о том, что нас ждёт впереди!». После организации Лагеря II Крейг и Гилки на высоте около 6300 метров установили Лагерь III — в отличие от «оригинального» 1938 года, во избежание опасности камнепадов (которые большей частью вызывали работавшие выше на гребне альпинисты), он был разбит немного в стороне и представлял собой пару палаток, установленных под прикрытием скального навеса. Висснер вообще побоялся устанавливать в этом месте палатки — использовавшиеся им были задействованы в качестве промежуточного склада.

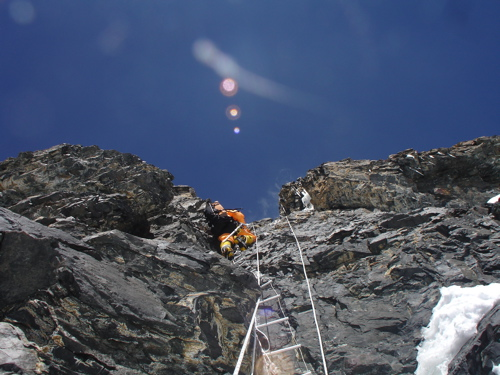
Работа на одном из участков ребра Абруццкого (фото 2006 года)

По отчёту Хьюстона, с каждым днём группа чувствовала себя всё лучше и лучше, а её действия становились всё более слаженными. 9 июля Хьюстоном, Беллом и Моленаром у подножия камина Хауса был разбит Лагерь IV (~ 6550 м), на месте которого в двух разрушенных палатках нашли оставшиеся от экспедиции Висснера термосы, кухонное снаряжение, топливо, еду, а также несколько спальных мешков, которые удалось просушить и которые спустя несколько недель пригодились. В тот же день Хьюстон провесил перила до Лагеря V (~ 6700 м) по камину Хауса — узкой, практически вертикальной 30-метровой трещине, спуск по которой, по его мнению, в плохую погоду представлял серьёзную проблему. В Лагере V альпинисты не нашли ничего проливавшего свет на трагедию 1939 года — только три разорванные палатки, брошенную кухонную утварь, а также счёт на имя Дадли Вульфа из нью-йоркской химчистки, который непонятно как там оказался и, само собой разумеется, так и не был оплачен. Там же Хьюстон получил новость, что Герман Буль вслед за британцами добился успеха на Нанга-Парбат, что стало ещё одним стимулом для американцев в штурме вершины. В тот же день альпинисты начали спуск в нижние лагеря. Помимо признаков ухудшавшейся погоды, которая позже на время задержала дальнейшее продвижение, у Хьюстона, совмещавшего «должность» экспедиционного врача, появились более приземлённые задачи.

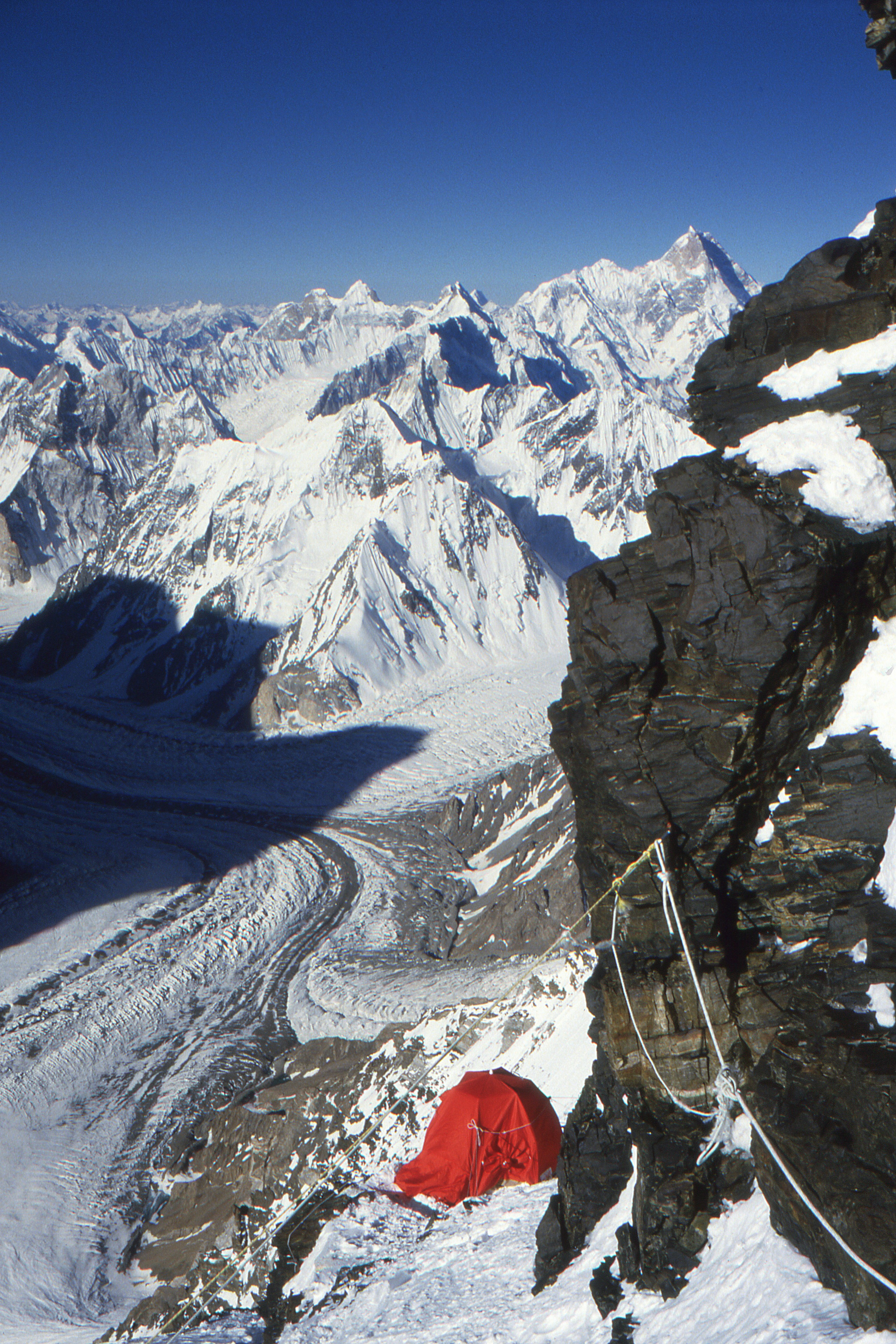
Место установки современного Лагеря II (Лагерь V 1953 года)

Ещё во время похода к Базовому лагерю Боб Бейтс сломал зуб. К началу июля зубная боль, мучившая его всё последующее время, стала невыносимой; кроме того, началось воспаление надкостницы, и поэтому требовалось немедленное хирургическое вмешательство. Параллельно со спуском Бейтса и Хьюстона в Лагерь II туда 10 июля из Базового лагеря доставили необходимые медицинские инструменты и медикаменты. Операция по удалению больного зуба была проведена в тот же день и прошла успешно. Она стала первой подобного рода в карьере Чарли и первой в мире, проведённой на такой высоте.
10 июля в очередную грузовую ходку в Лагерь IV отправились Белл, Моленар и Стритер; в ночь на 11 июля на гору обрушился первый шторм, а ещё спустя двое суток — второй, который с разной степенью интенсивности продолжался семь дней. Его первая фаза заперла альпинистов в высотных лагерях на трое суток: так, в четвёртом лагере «застряли» Белл и Моленар, которым сильнейший ветер не позволял выйти из палатки даже по нужде, и они пользовались в качестве «горшка» жестяной банкой из-под арахиса. В третьем лагере всё это время находились Хьюстон и Стритер, которые каждые 3—4 часа были вынуждены откапывать свою палатку, чтобы не оказаться замурованными снегом. Бейтсу и Крейгу, сопровождавшим хунза, которые 12 июля закончили свою работу на горе, удалось благополучно спуститься в нижние лагеря.
Уже тогда Хьюстон, который полагал, что гора находится слишком далеко на севере, чтобы быть подверженной влиянию муссонов, характерных для Эвереста, отметил, что штормы на К2 представляют серьёзную проблему: «Неделя шторма выше лагеря VI или VII представляет серьёзную опасность. Запертые свирепыми ветрами в наших маленьких палатках или ограниченные в передвижениях вверх или вниз из-за лавинной опасности, мы будем расходовать наши драгоценные запасы, при этом истощая силы.<> Необходимо, несмотря ни на что, обеспечить каждый лагерь и быть готовыми к вызовам стихии. <> Умеренные штормы конца июля дали каждому из нас возможность прочувствовать на себе всю их силу и осознать их потенциал и влияние на нашу дальнейшую судьбу». Он также писал, что после бури «шутки сошли на нет… <> … пикник закончился, началась настоящая борьба».
16 июля ураган немного стих, но при этом заметно похолодало, и 17-го работа на горе возобновилась. Началась транспортировка экспедиционных грузов в Лагерь V по камину Хауса. Если в 1938 году она представляла проблему, то в экспедиции 1953 года для этого использовалась лёгкая алюминиевая лебёдка конструкции Шёнинга, которая в значительной степени облегчила эту задачу. В своём сообщении от 18 июля, отправленном по радио вниз, Хьюстон предположил, что команда будет готова штурмовать вершину через две недели — примерно в первых числах августа.
20 июля во время очередного затишья Бейтс и Шёнинг разведали путь к Лагерю VI (7100 м) — месту, где был организован высотный лагерь Висснера 1939 года, из которого его шерпы предприняли последнюю попытку спасти Дадли Вульфа. Ничего особенного в нём найдено не было: «Если бы не разорванный тент палатки и вмёрзшие в лёд спальные мешки, — пишет Мик Конфри, — можно было бы подумать, что шерпы оставили его только вчера». 21—22 июля переноска грузов между высотными лагерями продолжилась, после чего ещё на два дня шторм сковал действия команды. «Рассвет 25 июля, — писал Хьюстон, — был незабываемо красив. Перья и клочья облаков, разорванные сильным ветром, были рассеяны по долинам ниже. Бесконечные мириады крошечных ледяных кристаллов искрились в окружающем нас воздухе. Небо было тёмно-синим. Ниже нас вдоль долины уходила до самого горизонта цепь неизвестных вершин. Восходящее солнце окрашивало всё вокруг своим светом. Но было холодно, ужасно холодно». В этот день Хьюстон, Крейг и Белл поднялись в Лагерь VI, куда доставили очередную партию экспедиционных грузов, и сразу же спустились в пятый лагерь, где встретились с Гилки и Стритером, которые поднялись в него из нижних лагерей. После ночёвки Хьюстон, Крейг и Белл вновь поднялись в шестой лагерь, из которого днём позже начали осаду «Чёрной пирамиды» — 300-метровой крутой, отполированной на протяжении веков лавинами гранитной скалы, прорезанной узкими кулуарами, забитыми снегом и скальной породой или натёчным льдом, — финального участка ребра Абруццкого, выводящего на предвершинное плечо.

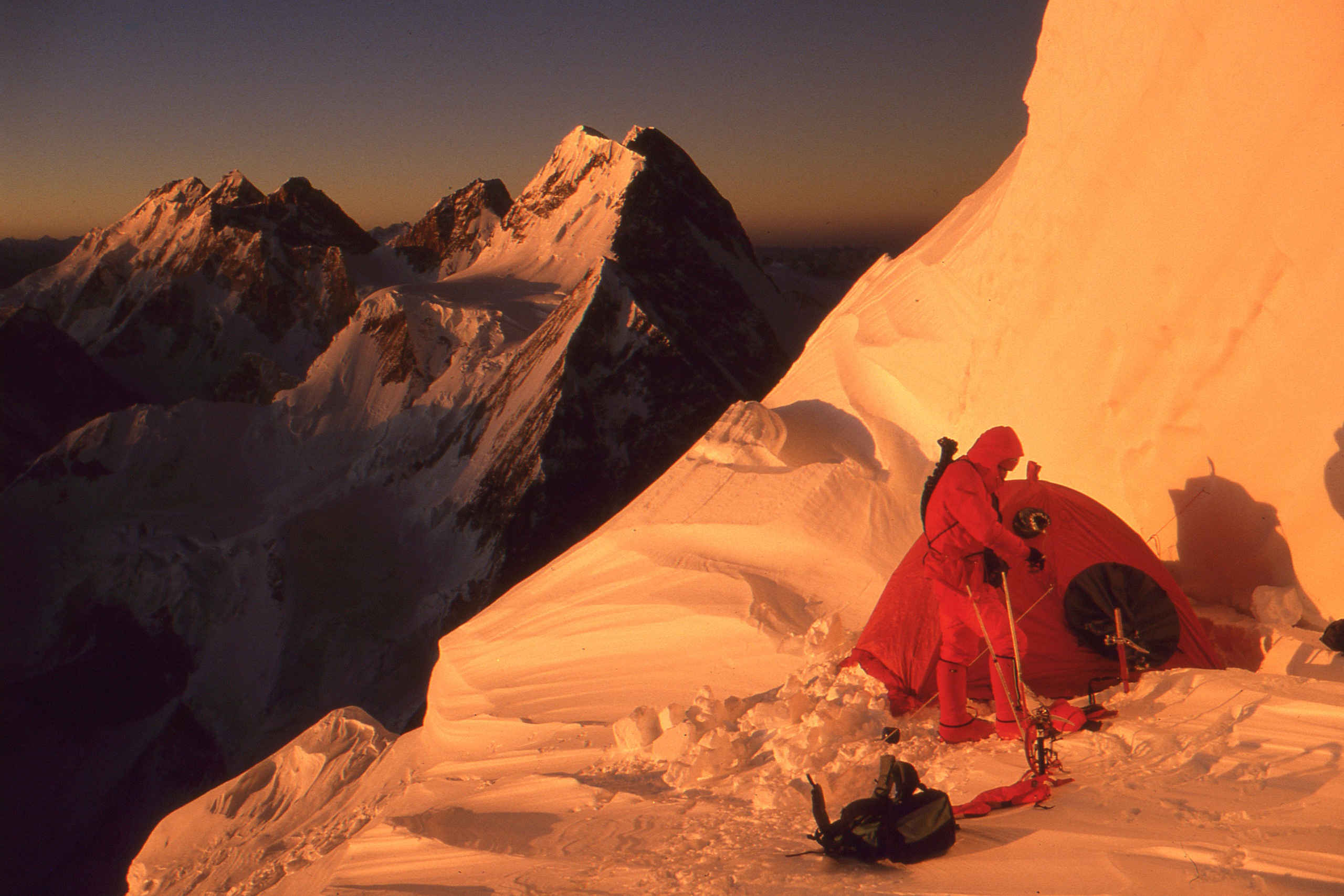
Современный Лагерь III (~ 7700 м)

27 июля после многих часов напряжённой работы на рельефе, где, по словам Хьюстона, не было ни единого места, где можно было хотя бы присесть, альпинистам удалось достичь выполаживания, но места для установки Лагеря VII так и не нашли. Хьюстон позже говорил, что местность выглядела совершенно иначе, нежели в 1938 году, — лавины в значительной степени изменили топографию верхней части горы. На протяжении бо́льшей части этого участка маршрута лидировал Белл — «это была его стихия», но Хьюстон и Крейг, когда и как только это было возможно, брали инициативу на себя, «чтобы избавить Джорджа от необходимости рубки ступеней в каком-нибудь не сильно протяжённом заснеженном кулуаре». Эд Вистурс, описывая штурм «Чёрной пирамиды», отметил, что «в отличие от 1939 года, когда Висснер, единственный сильный альпинист, лидировал почти на всех участках маршрута, в 1953 году все восемь участников, включая Тони Стритера, поочерёдно вели свою команду вверх. Это во многом объясняет, почему эти парни оказались так гармонично и преданно связаны друг с другом. <> … я сам крайне редко бывал в экспедициях, где бы так слаженно работала хотя бы часть команды, не то что восемь человек. Это идеал, к которому стремятся многие, но мало кто его достигает». В тот же день альпинисты спустились вниз в Лагерь VI.
28 июля альпинисты отсиживались в лагере, пережидая очередной шторм, а 29-го занесли на верх «Пирамиды» часть грузов. 30 июля, когда, наконец, распогодилось и потеплело, во время очередной грузовой ходки Крейг случайно нашёл место для установки Лагеря VII (7470 м) — он был разбит в небольшой нише под довольно опасным снежно-ледовым нависанием, защищавшим, однако, от возможных лавин, и представлял собой небольшую площадку 6 на 4 фута, где была установлена палатка, в которой единственные две ночёвки на пути вверх провели Гилки и Шёнинг с 30 июля по 1 августа. Они же 31 июля поднялись выше и нашли хорошее место для лагеря VIII (7770 м, в некоторых источниках 7774 м), — широкую ровную площадку на краю обрыва Южной стены, на которой без проблем можно было разместить четыре палатки, и к вечеру спустились в Лагерь VII, закрепив перила на наиболее крутых ледовых участках. Шёнинг, который чувствовал себя неплохо, отметил, что его партнёру, для которого холод никогда не представлял проблем, сравнительно несложный подъём дался тяжело, а кроме этого, он стал очень раздражительным. 1 августа он с Гилки планировал сделать две грузовые ходки до восьмого лагеря, но утром Арт никак не мог отогреть свои ноги, в связи с чем они смогли начать подъём только после полудня, когда к ним присоединились Хьюстон, Крейг, Моленар и Белл. Вместе с последними Шёнинг и Гилки поднялись в Лагерь VIII, а на следующий день после тяжёлого 10-часового восхождения к шести альпинистам присоединились Бейтс и Стритер, которые доставили наверх последние припасы, после чего лагерь был обеспечен запасом провизии и топлива для автономной работы восьми человек на 10 суток. Весь маршрут в Лагерь VIII через «Чёрную пирамиду» и выше через каждые 15—20 метров маркировался ивовыми ветками. Первыми словами Бейтса, вечером 2 августа поднявшегося в Лагерь VIII, было: «Господи, спасибо за ваши ивовые ветки. Мы представления не имели, где лагерь, поскольку ничего не видели, а ваши следы полностью исчезли…».
Решение штурмовать вершину всей командой было принято коллегиально, хотя Хьюстона позже и критиковали за его поддержку. Разработанная альпинистами тактика предполагала, что все восемь человек поднимутся к потенциальному Лагерю IX (около 8230 м, или 27 000 футов]), куда занесут запас продовольствия и топлива на трое суток, после чего шестеро человек спустятся в Лагерь VIII в качестве группы поддержки штурмовой связки, которая на следующий день попытается достичь вершины. Состав штурмовой связки был также определён не авторитарным решением руководителя, а тайным голосованием: в первую двойку вошли Белл и Крейг, а во вторую (дублирующую) — Шёнинг и Гилки. Имена потенциальных героев Хьюстон не сообщил вниз Ата-Уллаху — это также было частью плана: если всё сложится, просто постфактум заявить, что на K2 взошли такие-то два человека. Реализация задуманной стратегии требовала всего трёх дней хорошей погоды, которая, по сравнению с 1938 годом, оставалась крайне нестабильной, а её прогноз на ближайшее время, сообщённый Ата-Уллахом по радиосвязи, не внушал оптимизма.
По состоянию на 2 августа, по отчёту Хьюстона, «моральный дух команды был на высоте», однако, по мнению Конфри, «возбуждение и энтузиазм первых недель <к этому времени> сменились чувством мрачной решимости. Какими бы хорошими альпинистами они ни были, и как бы ни стремились к цели, их безжалостным и непредсказуемым врагом стала погода. И это была война на истощение, а они находились на её переднем крае». Так, уже 25 июля Моленар в своём дневнике отметил, что «мы больше думаем (к счастью) о сохранении пальцев на руках и ногах от обморожения, нежели о достижении вершины». Тремя днями позже он же записал ставшую в некотором смысле пророческой фразу: «спустить вниз травмированного участника с К2 чрезвычайно трудно, если вообще возможно», а 31 июля описал команду так: «Чарли продолжает вести команду вперёд, хотя я чувствую, что это даётся ему нелегко… Гилки силён и выдержан; возможно, он единственный, кто действительно хочет взойти на вершину, несмотря на риск…».

### Шторм
Очередной продолжительный шторм, обрушившийся на К2, начался 1 августа и своей наивысшей силы достиг несколько дней спустя. Так, уже первая ночёвка в Лагере VIII едва не закончилась трагедией. Ураганный ветер, нещадно трепавший палатки и не дававший уснуть, вынудил Гилки и Шёнинга, спавших в экспериментальной военной палатке из водо- и ветронепроницаемой ткани, закрыть вентиляционные отверстия, через которые проникал холод и снег. Только благодаря «шестому чувству» Шёнинга, который утром, почувствовав, что задыхается, распахнул полы палатки, альпинистам удалось избежать гибели от отравления углекислым газом.
Утром и весь день 2 августа стояла прекрасная погода, но, по словам Конфри, она «играла в свои обычные игры», и только к вечеру, когда в Лагерь VIII поднялись последние участники команды, проявила себя во всей красе. В ночь на 3 августа вновь поднялся ураганный ветер, сопровождаемый снегом и туманом, который заблокировал альпинистов в Лагере VIII на неделю. 3 и 4 августа, по воспоминаниям Хьюстона, были похожи один на другой: «Ветер и снег. Туманно и облачно. <> За два дня проблески солнца показались на час или два, и тогда же мы смогли выползти <из палаток> и размять в глубоких сугробах ноги». В ночь на пятое августа ветер порвал палатку, в которой ночевали Хьюстон и Белл, после чего им пришлось ютиться в тесных и для двоих человек палатках Стритера/Бейтса и Моленара/Крейга, что также добавило неудобств к и без того незавидному положению альпинистов, которые все эти и последующие дни сидели на «холодном» пайке: ветер практически не позволял разжечь примусы и не давал возможности не то что поесть горячей пищи, но даже натопить достаточное количество воды. И если в первые дни «блокады» оптимизм и физическое состояние команды оставались на высоте (альпинисты читали, писали дневники, занимались, хоть и с трудом, бытовыми вопросами, Моленар рисовал), то уже на четвёртый день «отсидки», 6 августа, Хьюстон и его партнёры начали смиряться с тем, что восхождение осуществить не удастся, и планировать спуск в нижние лагеря: у Джорджа Белла к этому времени были отморожены два пальца на ноге, и их состояние день ото дня ухудшалось, у Крейга на пятках появились нездоровые пятна, Моленар просто чувствовал себя плохо, а также стала очевидной повальная слабость, которая не была заметна ещё несколько дней назад. Как позже вспоминал Моленар: «мы думали, что, оставаясь в лагере, мы сохраним нашу акклиматизацию, но на самом деле становились слабее…». Позже в своей автобиографии «The Love of Mountains Is Best» (досл. с англ. — «Любовь гор превыше всего») Боб Бейтс писал, что гора словно бы хотела убить их. Восходители мёрзли, даже надев на себя всю имевшуюся одежду, включая нижнее бельё. К вечеру 6 августа относительно нормально себя пока ещё чувствовали Шёнинг, Стритер и Гилки. На вечерней радиосвязи с Базовым лагерем Хьюстон сообщил среди прочего, что «…настроение боевое. У Джорджа и Тони слегка поморожены ноги, мы все хотим пить, но в целом всё в порядке». Он считал, что у его команды пока ещё оставались силы для попытки штурма вершины, хотя переданный наверх прогноз погоды был неутешительным. Пока в качестве первоочередного решения возникших проблем предполагалось, что при первой возможности Белл и Моленар спустятся в нижние лагеря, до Лагеря VI их будут сопровождать Бейтс и Стритер, которые, отдохнув, поднимут наверх продукты и топливо. Место Белла в штурмовой связке занял Шёнинг.
Первая возможность для начала дальнейшей работы представилась утром 7 августа. Ветер стих, облака поднялись выше, а небо стало светлее. Как писал Хьюстон: «Мы, как потерпевшие кораблекрушение выходят на берег, спотыкаясь на каждом шагу, выползли из наших палаток». Однако выползший вслед за остальными Арт Гилки неожиданно для всех потерял сознание. Когда он пришёл в себя, то извиняющимся тоном сказал: «Со мной всё в порядке, это просто нога, вот и всё». По его мнению, это был просто мышечный спазм (чарли хорс), который должен со временем пройти. Гилки затащили обратно в палатку, и после осмотра Хьюстон диагностировал у него тромбоз глубоких вен левой голени, — крайне редкое заболевание среди молодых людей вообще, а ещё реже встречающееся у молодых здоровых спортсменов. Заболевание Гилки поставило крест даже на теоретической возможности штурма вершины: требовалась немедленная эвакуация Арта вниз, хотя как врач Хьюстон был убеждён, что Гилки обречён и ни при каких обстоятельствах не дотянет до Базового лагеря: при самостоятельном спуске тромб мог оторваться от вены в любой момент, а транспортировка Арта вниз представляла огромную проблему. Наибольшим опытом в проведении горноспасательных работ среди членов команды обладали Шёнинг, Моленар и Крейг. Они считали, что с задачей справиться можно, но, как позже писал лидер экспедиции, «… я им не поверил. <> Я знал, мы все знали, что никого нельзя спустить вниз по „Чёрной пирамиде“, по чудовищно разрушенным скалам к Лагерю V, по „камину Хауса“… Надежды не было, никакой, абсолютно». Тем не менее возможность оставить заболевшего товарища не рассматривалась в принципе.
Около 10 часов утра Гилки, укутанного в спальный мешок и обёрнутого тентом порванной палатки Хьюстона/Белла, начали спускать вниз по пути подъёма. Однако уже через несколько часов, после того, как Арта спустили по высоте примерно на 100 м, стало очевидным, что дальнейший спуск невозможен из-за крайне высокой лавиноопасности. Альпинистам ничего не оставалось, кроме как вернуться в лагерь VIII, а весь обратный путь вверх при поддержке товарищей по команде Гилки пришлось «пропрыгать» на здоровой ноге, опираясь на собственный ледоруб. В тот же день Шёнинг и Крейг разведали альтернативный лавинобезопасный путь спуска, выводивший на высоту Лагеря VII, однако погода заперла альпинистов в Лагере VIII ещё на два дня.
8 августа Гилки, с его собственных слов, стало немного легче (хотя признаки тромбоза появились и на правой ноге), и Хьюстон решил выждать ещё день, в надежде, что улучшение состояния Арта облегчит его транспортировку вниз. В этот же день Хьюстон, Стритер и Моленар предприняли попытку спуска к седьмому лагерю, чтобы забрать из него продукты, но уже в считанных метрах от стоянки были остановлены ураганным ветром. Кроме этого, в качестве своеобразного «жеста отчаяния» Крейг и Шёнинг предприняли последнюю попытку подняться выше, но через немногим более 100 вертикальных метров повернули вниз: в отсутствие видимости на таком рельефе продолжать подъём было равносильно самоубийству.
9 августа улучшения самочувствия Гилки не произошло — более того, по характерному кашлю Хьюстон диагностировал у Арта лёгочную эмболию. Кроме этого, уже у половины команды появились признаки отморожений. По словам Хьюстона, ситуация выглядела настолько «безнадёжной, насколько это только можно представить», и «впервые я подумал, что мы вообще не переживём этот безжалостный шторм».

### Спасательные работы

Спасение Арта Гилки. Набросок работы Ди Моленара (акварель). Справа путь подъёма в Лагерь VIII, слева примерный маршрут спуска.

Утром 10 августа, несмотря на продолжавшуюся непогоду, Хьюстон принял решение спускаться вниз, невзирая ни на что. В 9.00 утра он связался с Базовым лагерем и сообщил о своём решении Ата-Уллаху. Чарли сделал Гилки укол морфия, после чего того начали спускать по скальному ребру, разведанному ещё 7-го числа Шёнингом и Крейгом. По словам Бейтса: «Каждый из нас понимал, что начинается самый опасный рабочий день в жизни». С собой альпинисты захватили самую лёгкую палатку, а также минимальный набор бивачного снаряжения и пищи (горелку и котелок). Все также понимали, что спуск вниз необходимо осуществить в максимально возможном темпе — авария 1934 года на Нанга-Парбат была на слуху, но в отличие от немцев на «руках» у американцев был полностью обездвиженный товарищ.
Спустя шесть часов изнурительной работы на пронизывающем холоде и ветре Арта Гилки удалось спустить всего лишь примерно на 100 метров по высоте, и тогда же стало очевидным, что спуститься к Лагерю VI альпинисты за световой день не успевают, а для выхода к палатке Лагеря VII требовалось пересечь крутой заснеженный кулуар — участок наибольшей сложности с точки зрения организации спасательных работ. На подходе к траверсу Крейг «отвязался» от остальных, благополучно его прошёл и начал готовить в Лагере VII дополнительную площадку под палатку. Белл в связке со Стритером начал готовить маятниковую страховку выше по склону, Хьюстон и Бейтс готовили горизонтальные перила, Шёнинг, шедший последним, страховал спускаемого Гилки и пристёгнутого к нему Моленара через ледоруб, предварительно им заклиненный за вмёрзший в скалу камень. В какой-то момент Белл неожиданно потерял равновесие и сорвался. Он сдёрнул Стритера, чьи отчаянные попытки остановить падение при помощи ледоруба не увенчались успехом. Связка, падавшая сверху, своей верёвкой сорвала со склона Хьюстона и Бейтса, и в итоге всех четверых кинуло на верёвку, соединявшую Гилки с Моленаром, сорвав последнего. Как позже описывал Белл свои ощущения: «Никаких эмоций не было. Просто вот и всё. У меня был большой горный опыт, но это был конец». Пит Шёнинг, однако, смог остановить падение команды. В результате срыва не пострадали лишь Бейтс и Стритер. Моленар получил резаные раны лица и бедра и, предположительно, сломал несколько рёбер, Белл сильно поморозил руки, а Хьюстон получил черепно-мозговую травму и находился в прострации. Только спустившийся к нему Бейтс словами «Чарли, если ты снова хочешь увидеть Доркас и Пенни [жену и дочь], поднимайся немедленно!» смог заставить его самостоятельно подняться в Лагерь VII. О дальнейшей транспортировке Гилки временно не могло быть и речи, поэтому Крейг и Стритер застраховали его на склоне при помощи двух вогнанных в снег ледорубов, чтобы «разгрузить» Шёнинга и дать ему возможность отогреть руки. Как только в седьмом лагере была установлена вторая палатка, отправившиеся за Артуром Бейтс и Стритер нашли вместо него только след недавно сошедшей лавины. Как спустя почти пятьдесят лет вспоминал Джордж Белл: «Если мы и были способны тогда на чувства, то испытали лишь облегчение. Мы все поголовно были ранены и находились в ужасном состоянии, а сама мысль о том, чтобы продолжать спуск <Арта> вниз, была ещё более безнадёжной, чем когда-либо».

### Спуск
Первую ночёвку на спуске к Базовому лагерю семеро оставшихся альпинистов провели в двух двухместных палатках Лагеря VII практически без сна. В одной из них (установленной ранее) разместились Стритер, Крейг и Шёнинг, а во второй, — более вместительной, но установленной на небольшой, наспех вырубленной во льду полке (треть пола палатки свисала над пропастью) и заякоренной на боковых оттяжках ледорубами, — Хьюстон, Белл, Моленар и Бейтс. Последним пришлось провести ночь сидя на единственном каремате, накинув сверху единственный спальный мешок. Всю ночь Хьюстон, который помимо травмы головы, как выяснилось позже, получил перелом нескольких рёбер и кровоизлияние в правый глаз, эпизодически бредил и порывался разрезать тент палатки, «иначе в ней все задохнутся». Ноги Белла за ночь столь сильно распухли, что их с трудом на следующее утро удалось втиснуть в горные ботинки, а кроме этого он практически потерял зрение из-за снежной слепоты. За всю ночь в первой палатке удалось на единственной на всех горелке вскипятить лишь несколько котелков с чаем. По воспоминаниям Бейтса: «Утро выдалось неприветливым, а мы все были больны и измождены. Взгляд каждого был безжизненным. Но в отношении того, что нужно делать дальше, вопросов не было. Только спускаться».
Утром 11 августа, разделившись в целях безопасности на две связки (Стритер-Белл-Бейтс-Моленар и Крейг-Хьюстон-Шёнинг), альпинисты начали спуск к Лагерю VI. Наименее пострадавшие страховали тех, кто находился в центре связок. Через несколько сотен футов альпинисты нашли обломки ледорубов, которыми был застрахован Гилки, а ещё чуть ниже — окровавленный клубок верёвок и изодранные клочья спального мешка, в котором находился их товарищ. По мнению Сейла, только исключительно благодаря доведённой до автоматизма технике, отточенной годами предыдущих восхождений, альпинистам удалось спуститься в шестой лагерь без потерь, несмотря на усталость и травмы. В Лагере VI в относительной целости оставались несколько палаток, был некоторый запас продовольствия и топлива, три спальных мешка экспедиции Висснера, а Белл нашёл запасные солнцезащитные очки. По словам Бейтса, они миновали «… худшую часть маршрута. Там были кров и еда. Независимо от того, насколько мы были измотаны…, в нас появилась вера в то, что мы сможем спуститься». Тем же вечером по запасной радиостанции Хьюстон связался с Базовым лагерем и сообщил Ата-Уллаху, который уже стал считать альпинистов погибшими, о положении дел на горе, однако очередной прогноз погоды, переданный наверх, не сулил ничего хорошего.
12 августа погода продолжала оставаться ненастной, но, воспользовавшись небольшим «окном», Стритер и Шёнинг смогли спуститься в Лагерь V. Остальные же остались на ещё одну вынужденную ночёвку, крайне ограниченные в топливе и пище. Главной проблемой теперь стал Белл — точнее, состояние его сильно обмороженных ног. 13-го числа пятёрка продолжила спуск сразу в Лагерь IV; ко всеобщей радости Белл спускался самостоятельно, уверенно и безопасно. К камину Хауса группа подошла уже в сумерках, при этом Хьюстон настоял, что будет спускаться по одному из ключевых участков маршрута последним. По словам Конфри, на этот момент команда представляла собой лишь жалкую тень тех, кто поднимался тут месяцем ранее. Не без сложностей, но и этот участок альпинистам удалось преодолеть. В Лагере IV сил уставшим людям хватило только на то, чтобы вскипятить чай и съесть по несколько мясных батончиков. Эта ночёвка стала последней, проведённой «в одиночестве».
На следующий день все альпинисты благополучно спустились во второй лагерь, в который ранее поднялись вышедшие им навстречу хунза. К этому времени ноги Белла распухли до такой степени, что тому пришлось разрезать горные ботинки, Крейг также страдал от болей в ногах. Однако, как писал Бейтс, «этот вечер был одним из самых восхитительных в нашей жизни, ибо нас охватило чувство высшего умиротворения. И всё же нам было грустно. Мы говорили об Арте Гилки, а хунза плакали и молились за него… Медленно, лёжа на спальных мешках без ботинок, в тёплом, насыщенном кислородом воздухе <> мы начали возвращаться к жизни. <> Затем, после нескольких часов отменного отдыха, мы поплелись к своим палаткам и с удовольствием забрались в спальные мешки. Мы сделали это».

## Возвращение

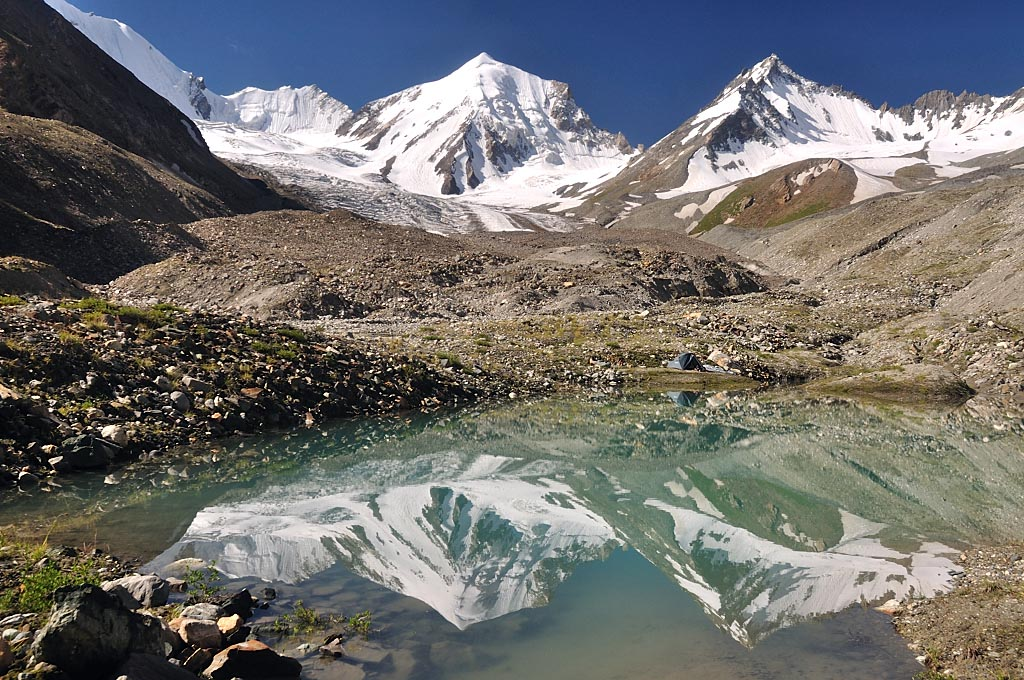
Перевал Скоро-Ла (5070).

15 августа команда Хьюстона не без помощи высотных носильщиков, главной заботой которых стал Белл, состояние ног которого в тепле только ухудшилось, благополучно достигла Базового лагеря экспедиции. Незадолго до этого на скальном возвышении, находящемся немного в стороне от лагеря — в месте, где сходятся ледники Балторо и Годвин-Остен, — хунза в дань памяти Арта Гилки возвели высокую каменную пирамиду, на вершину которой накануне отбытия экспедиции возложили алюминиевую коробку, внутрь которой положили цветы и записку следующего содержания: «He was a gallant member of this expedition and a leader in our attempt on the mountain. His illness at 25,000 ft was an unexpected tragedy and his death during our desperate attempt to rescue him is a loss which all of us feel more keenly because of the closeness of our bonds during these trying times». (с англ. — «Он был отважным участником этой экспедиции и одним из её лидеров. Его внезапное заболевание на высоте 25 000 футов стало неожиданной трагедией, а  его гибель во время нашей отчаянной попытки его спасения является потерей, которую остро чувствует каждый из нас, поскольку мы все сильно сблизились в эти тяжёлые времена.». Сверху положили ледоруб Арта. Памятный мемориал Гилки со временем получил его имя и стал памятником всем погибшим на К2.
17 августа альпинисты с караваном носильщиков начали спуск к людям. Белла, завёрнутого в спальный мешок, несли на импровизированных носилках; местами, где спуск носилок был невозможен, он преодолевал препятствия или самостоятельно, или на плечах наиболее сильных носильщиков. Остальные шли самостоятельно: Хьюстон «брёл словно в трансе» — травма груди причиняла тому боль при малейшем неосторожном движении, Крейг спотыкался на каждом шагу и шёл исключительно на «силе воли». Моленар и Бейтс на своих больных ногах также передвигались с заметной осторожностью, а походка относительно здоровых Стритера и Шенинга потеряла привычную «лёгкость». Каждое утро Хьюстон проводил медосмотр своих больных товарищей, хотя при этом мало чем мог помочь себе самому.
22 августа караван достиг деревни Асколе, где группа разделилась: Шёнинг, Бейтс и Ата-Уллах (у которого заканчивался отпуск) отправились через перевал Скоро-Ла (5070 м) в Шигар, чем экономили три дня перехода, а остальные продолжили путь кружным путём в направлении Скарду, которого благополучно достигли вечером 29 августа, последний участок перехода проделав на «zahk» — плотах местной конструкции из козьих шкур. На следующий день альпинисты распрощались с высотными носильщиками, а 31-го вылетели в Равалпинди.
Продолжительный шторм, борьба и смерть на К2 связали нас друг с другом незримыми узами, прочность и суть которых мы смогли в полной мере оценить лишь тогда, когда вырвались из жестокого мира ветра и высоты... Когда люди поднимаются на великую гору, веревка, связывающая их, является чем-то большим, чем просто элементом снаряжения, это своего рода символ духа мероприятия, символ людей, объединённых в едином порыве не против какого-то абстрактного вызова, но против их истинных врагов: лености, трусости, жадности, невежества и прочих душевных слабостей. Тогда это было трудно осознать. И только спустя время, мы, вместе отважившиеся на дальний путь и едва не потерявшие всё, смогли в полной мере оценить свершившееся...

## После экспедиции
Сообщения о завершении американской экспедиции разлетелись по миру ещё до того, как команда Хьюстона достигла Скарду. Большинство из них были посвящены гибели Арта Гилки, родителям которого ранее телеграфировали об этом. В Скарду прошло несколько церемониальных мероприятий, на которых Хьюстону в отсутствие новых отредактированных фото- и киноматериалов пришлось вновь демонстрировать свой фильм о походе 1938 года.
В Равалпинди американцев встречали жена Чарли Доркас, а также многочисленные репортёры, которые из первых уст желали услышать все подробности, но даже когда они их получили, тем не менее во многих газетах появились сообщения, что на спуске вся группа была сметена лавиной, а тело Арта покоится под гигантской пирамидой у подножия горы. Среди прочих корреспондентом «Ассошиэйтед Пресс» был задан вопрос, не мог ли Гилки подобно капитану Лоуренсу Отсу из партии Роберта Скотта пожертвовать собой ради спасения товарищей, самостоятельно выдернув ледорубы или обрезав верёвки, однако Хьюстон категорически отверг эту версию. И хотя Чарльз позже неоднократно возвращался к этой теме, по словам Боба Крейга, он и его товарищи были уверены, что «хотя Гилки и был по натуре аристократом, но ледорубы находились слишком высоко от него и в своём состоянии он не смог бы до них добраться».
После нескольких дней, проведённых в столице Пенджаба и насыщенных общением с прессой, а также публичными мероприятиями, группа разделилась. Первым в США вернулся Джордж Белл, который сразу по прибытии на родину стал пациентом Массачусетской клинической больницы, где ему ампутировали два пальца на ногах. Следом за ним домой (через Тихий океан) вернулись Крейг, Моленар и Шёнинг. Не прошло и двух недель после возвращения, как Шёнинг женился, а жена Моленара, наоборот, подала на развод. Бейтс отправился в Европу. Чета Хьюстонов прибыла в США 11 сентября и через несколько недель «сельский доктор», как окрестила Ч. Хьюстона пресса, вернулся к своей медицинской практике, а также стал работать над фильмом для NBC. Тони Стритер продолжил службу в Индии и спустя два года стал одним из первых, поднявшихся на вершину Канченджанги.
Все участники экспедиции остались близкими друзьями на всю оставшуюся жизнь и образовали, как его назвал Хьюстон, «Братство верёвки». Пит Шёнинг, в свою очередь, в альпинистских кругах США получил прозвище «The Belay» — «Страховка», а альпинисты и их потомки стали называть себя «детьми Страховки». В 2006 году 28 детей и внуков даже собрались вместе на 53-ю годовщину восхождения 1953 года. Ледоруб Шёнинга, который, по выражению Тома Хорнбейна и Николаса Клинча, стал одним из «величайших артефактов истории альпинизма», ныне экспонируется в Американском музее альпинизма Уошберна (Голден, Колорадо).
Фраза Джорджа Белла «К2 — это дикая гора, которая пытается вас убить» (англ. a savage mountain that tries to kill you), произнесённая в одном из интервью, прочно закрепилась в альпинистском сленге. В 1954 году издательством McGraw-Hill был издан под названием «K2 The Savage Mountain» (с англ. — «К2: Дикая гора») отчёт Хьюстона об экспедиции, написанный в соавторстве с Бейтсом и Беллом. Он стал классикой альпинистской литературы и выдержал несколько переизданий. Ещё ранее, в декабре 1953 года, в Saturday Evening Post были опубликованы две большие статьи, написанные Бобом Бейтсом и Бобом Крейгом. Лейтмотивом обеих, помимо описания трудностей, с которыми пришлось столкнуться альпинистам на протяжении восьми недель в горах, стала взаимовыручка, ценность которой, по мнению авторов, неизмеримо выше любой вершины. Как писал Бейтс: «…нас сковали узы братства, которые никогда не разорвать, и мы доказали, что дух человека намного сильнее его тела. Мы не проиграли на К2. Мы победили». В 2004 году экспедиции был посвящён документальный фильм «Brotherhood of the rope» (режиссёр Пол Макгоуэн).
Несмотря на то, что американская экспедиция 1953 года не достигла своей главной цели, она тем не менее на десятилетия вперёд стала «парагоном» альпинистской этики и, по выражению Райнхольда Месснера, «самой потрясающей неудачей, которую только можно себе представить». По мнению Джима Виквайра — первого американца, поднявшегося на К2 в 1978 году, — «их героическая борьба и характер, который они проявили, — это одна из величайших историй альпинизма за все времена». По словам профессора истории Колледжа Гамильтона Мориса Иссермана, «эта экспедиция на К2 стала легендой среди альпинистов; мужество, проявленное её участниками в экстремальных условиях, удостоилось высочайшей оценки. Как сказал Ник Клинч, „спуск группы Хьюстона стал самым выдающимся эпизодом истории американского альпинизма, достойным Гомера“».
За самоотверженную попытку спасения своего товарища все участники команды в 1981 году были награждены вновь учреждённой высшей наградой Американского альпклуба медалью Дэвида Соулса, вручаемой альпинистам, спасшим в горах людей с риском для собственной жизни, хотя, как позже настаивал Хьюстон, «ничего героического в этом не было. Это была только работа, которую нужно было сделать…».
«Мы пришли в горы чужими друг другу людьми, а вернулись братьями»Ч. Хьюстон
Останки Арта Гилки были обнаружены в 1993 году участниками экспедиции Роджера Пейна у подножия Южной стены К2.

## Комментарии
1. ↑  По словам Эда Вистурса, на нижних склонах хребта Абруццкого отсутствуют надёжные ориентиры, поэтому выбор оптимального маршрута не очевиден. В настоящее время большинство альпинистов ориентируются по обрывкам старых фиксированных верёвок, которые выделяются как маркеры на фоне безликих скал и белого снега[25].
2. ↑  в частности, Сейл
3. ↑  Хьюстон пишет, что на 4-й день шторма (During the fourth night…), но дату не уточняет. Другие источники относят это происшествие к периоду с 4 по 6 августа — в частности, в своём отчёте Тони Стритер пишет про утро 4-го числа[33], а Эд Вистурс про 6-е.